# ハットトリック
ハットトリック（英: hat-trick）とは、スポーツの試合中に一人の選手がゴールなど勝利に繋がるプレーを3回以上達成すること、もしくは同じ選手やチームが選手権を3連覇すること。語源については#クリケットを参照。

## クリケット
ハットトリックは元来、クリケットで1つの回の中で3球で3人の打者をアウトにすることで、これを達成したボウラー（投手）に帽子（ハット）が贈られ、その名誉が讃えられたことに因む。現代では様々なスポーツに転用されるようになった。ボウラー（投手）が打者を三者連続ウィケット（アウト）にすること。クリケットは野球と似たルールであるが、クリケットで打者をアウトにすることは野球よりも難易度が高く、これを成し遂げたボウラーには賞として帽子（ハット）が贈られていた。スポーツでいうハットトリックの元はクリケット用語であり、その後サッカーなど他のスポーツでも用いられる様になった。

## サッカー
サッカーでは一人の選手が1試合に（厳密にはその試合中連続で）3点以上得点することをハットトリックと呼ぶ。サッカーのストライカーにとって、ハットトリックを決めることは実力を証明する勲章としての意味合いを持ち、全世界で定着している。ただし、プロリーグや国際試合ではハットトリックの達成は非常に難しく、目にする事はまれである。そのため、公式戦ではハットトリックを達成した選手がボールを記念に持ち帰ることがある。
イタリア語ではトリプレッタとも表記される。同一選手が同一試合に6点を挙げることはダブルハットトリックと呼ばれるが、プロのトップレベルの試合では不可能に近いとされている。また、右足・左足・頭でそれぞれ1点以上を挙げた場合は、パーフェクト・ハットトリックと呼ばれる。

### 記録
- 同一試合での同一選手による最多得点は『16』であり、1942年12月13日にランス・レーシング・クラブのステファン・デムビキ（ドイツ語版） が、クープ・ドゥ・フランスのオービー・アスチュリアス（Auby-Asturies）戦で記録した[3]。
- ハットトリック連続試合数の世界記録は、2016年11月9日にクロアチア東部の地域リーグである、ドラーチチェ・ジャコボ所属のFW「ステファン・ルチヤニッチ」の記録した5試合連続である[5]。それまでは、中山雅史が記録した4試合連続（1998年4月15日～4月29日、Jリーグ）が世界記録であった。
- 国際試合における、最短時間でのハットトリック世界記録は中山雅史によるものであり、2000年2月16日に行われたアジアカップ予選のブルネイ戦で、試合開始3分15秒でハットトリックを記録している。この中山の2つの記録は、かつてギネスブックに掲載されていた事もある。

### W杯
- FIFAワールドカップでのハットトリックは、2022年大会までに『54回』記録されている[6]。
- FIFAワールドカップでの同一試合での同一選手による最多得点記録は、1994年大会のロシアvsカメルーン戦でのオレグ・サレンコ（ロシア代表）による5得点である。

### 用語
ドッピエッタは、サッカーで一度の試合で同じ選手が2得点決める事でハットトリックと並んで使用頻度が高い。イタリア語の綴りは「doppietta」で、数字の「2（ダブル）」を意味する「ドッピオ（doppio）」に由来する。イタリア以外でドッピエッタに相当する言葉として、ドイツでは「ドッペルパック（doppelpack）」、スペインでは「ドブレーテ（doblete）」、フランスでは「ドゥーブレ（double）」と表現される。

### 備考
- 日本代表の初のハットトリックは、1930年5月25日のフィリピン戦で若林竹雄が記録した（4得点）[8]。Jリーグの初のハットトリックは、1993年Jリーグ開幕節に鹿島アントラーズのジーコが記録した。以降J1リーグでは、2017年までの25年間で225回のハットトリックが記録されている[9]。
- Jリーグ最短のハットトリック記録は、眞中靖夫（2001年7月14日）で交代出場から5分、最初の得点から3分で達成している。Jリーグのトップカテゴリーでの1試合最多得点は野口幸司（1995年5月3日）、エジウソン（1996年5月4日）、中山雅史（1998年4月15日）、呂比須ワグナー（1999年5月29日）の5得点である。
- ダブルハットトリックはJリーグのトップカテゴリーでは起きていないが、下位カテゴリーでは2005年12月10日のJ1・J2入れ替え戦第2戦でヴァンフォーレ甲府のバレーが6得点を記録し、Jリーグ公式戦では初となるダブルハットトリックを達成している。リーグ戦での初のダブルハットトリックは、2019年11月24日のJ2リーグ第42節で柏レイソルのマイケル・オルンガが8得点を挙げて達成した。なお、日本サッカーリーグ（JSL）では、1974年に日立の松永章がダブルハットトリック（対トヨタ自動車）を記録した。
- 日本女子サッカーリーグにおける最高得点記録は、1996年の日興證券ドリームレディースのリンダ・メダレンが、第1節OKI FC Winds相手に達成した10得点が最高である。他にもリーグ内でのレベル差の激しくなる女子カテゴリーや地域リーグ、高校選手権の予選などで時折ダブルハットトリック以上の記録は生まれている。

## ラグビー
ラグビーユニオンとラグビーリーグの2つのコードの両方において、選手が1試合で3回以上のトライかドロップゴールを記録することをハットトリックと呼ぶ。ラグビーユニオンでは、似た概念に「フルハウス」（1試合でトライ、コンバージョン、ペナルティゴール、ドロップゴールを決めること）がある。トライを2回記録した場合は、ブレイス（英: brace、2つの物を固定する留め具）と呼ばれることが多い。サッカーと同様に、ハットトリックを記録した選手には試合のボールが贈られる。なお、ケン・アーヴァインとフランク・バーグは、オーストラリアのラグビーリーグ1部で16回のハットトリックを記録した。

## モータースポーツ
モータースポーツでは、1つのレースにおいて「ポールポジション獲得」「決勝レースでのファステストラップ記録」「優勝」の3つを成し遂げることをハットトリックと呼ぶ場合がある。さらに上記の3つに「決勝レースでの全周回トップ走行」が加わると、「グランドスラム」と呼ばれる。

## その他の競技
フィールドホッケーやアイスホッケーでは、1人の選手が1試合に3得点以上することをハットトリックと呼ぶ。ダーツ競技においては、1スローの3本をすべてブルエリアに入れることをいう。なお、3本ともインブルに入れると「スリー・イン・ザ・ブラック」となる。